# ألكسندر ماثر
ألكسندر ماثر (بالإنجليزية: Alexander Mather)‏ (و. – 1558 م) هو سياسي، من مملكة إنجلترا.

## مناصب
تولى منصب عضو مجلس النواب في البرلمان البريطاني.